# Витратомір Коріоліса

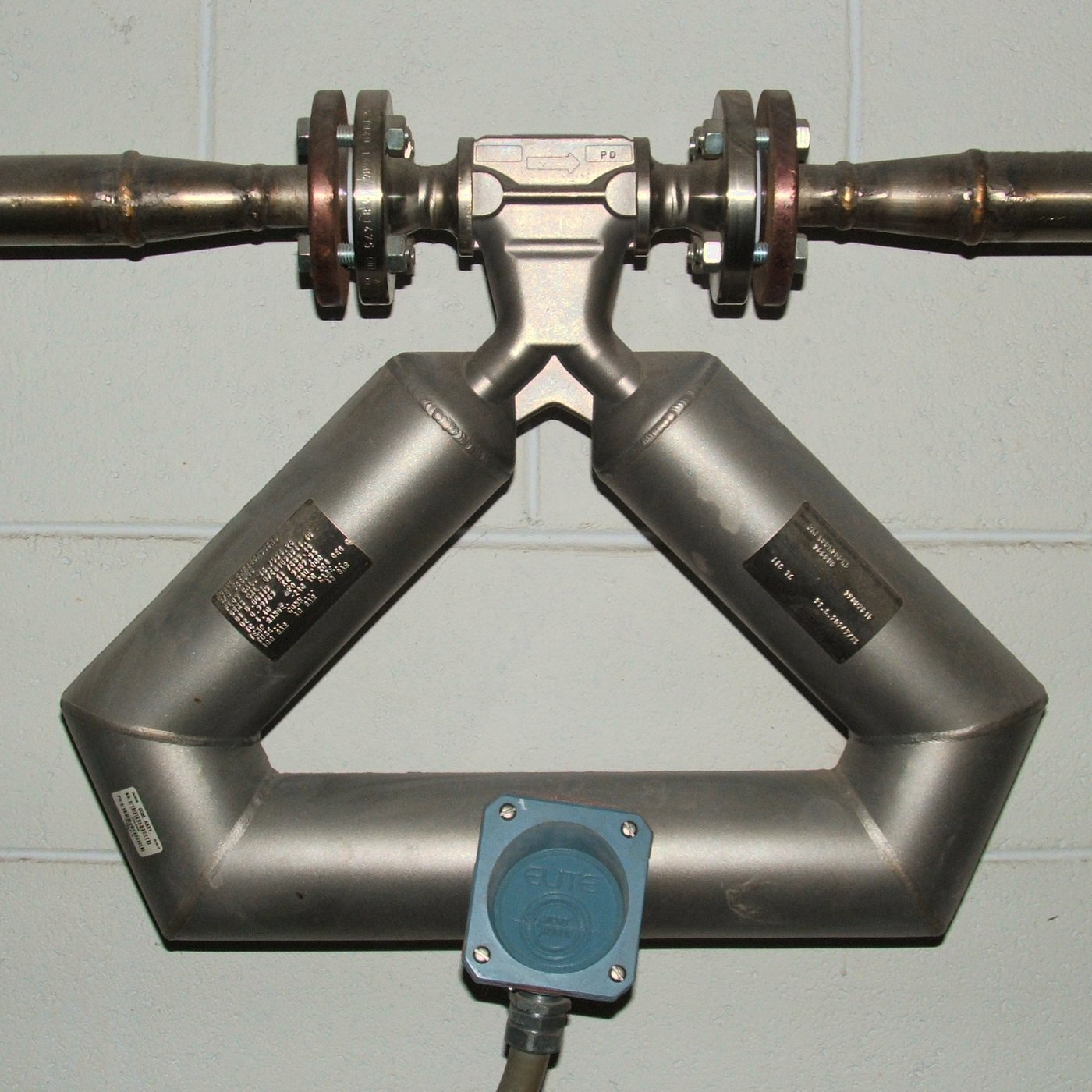
Витратомір Коріоліса

Поведінка вібруючих трубок витратоміра при відсутності потоку через нього

Витратомір у процесі роботи

Витратомі́р Коріо́ліса — витратомір, у якому вимірювання масової витрати здійснюється на основі прояву сили Коріоліса. Свою назву цей витратомір отримав на честь Гаспара Г. Коріоліса (1792-1843), французького фізика.

## Переваги
Витратоміри цього типу визначають масову витрату безпосередньо, а не через вимірювання швидкості чи об'єму. Робота витратоміра Коріоліса не залежать ні від тиску рідини, ні від її температури, ні від її в'язкості і густини. Тому
такі датчики є універсальними і не вимагають проведення повторних калібрувань і підналагодження під кожен конкретний тип рідкого середовища. Хоча перші витратоміри працювали тільки з рідинами, наступні конструкції були адаптовані і для роботи з газами.
До інших переваг вимірювання витратоміром Коріоліса слід віднести наступне:
- висока точність (± 0,05%) та повторюваність (± 0,02%) результатів вимірювання;
- можливість використання незалежно від напрямку потоку;
- не потрібні прямолінійні ділянки трубопроводу до і після витратоміра;
- тривалий термін служби і простота обслуговування завдяки відсутності рухомих і зношуваних частин;
- можливість вимірювання витрат середовищ з високою в'язкістю;
- дозволене використання в харчовій і фармацевтичній промисловості.

## Недоліки
Основним недоліком витратомірів Коріоліса є їх порівняно висока вартість.

## Будова і принцип роботи
Типовий вимірювач витрати складається з однієї або двох вібруючих трубок, зазвичай виготовлених з неіржавної сталі. Для отримання точних результатів вимірювань важливо захищати трубки і місця їх кріплень від механічного та хімічного впливу потоку рідини. Найчастіше трубки мають U-подібну форму, хоча в принципі вони можуть бути і іншої форми. Для газів застосовуються тонші трубки, ніж для рідин. 
Трубкам надається вібрація від зовнішнього електромеханічного пристрою збудження коливань.
Згідно із законами механіки, одночасний обертальний і поступальний рух тіла супроводжується появою сили інерції Коріоліса. Величина і напрямок прискорення Коріоліса визначається подвоєним векторним добутком відповідних кутової та лінійної швидкостей. Тоді сила Коріоліса пропорційна векторному добутку цих швидкостей і масі рухомого тіла. У витратомірі Коріоліса обертовий рух замінено осцилюючим рухом (вібрацією) вимірювальної труби. У результаті дії інерційних сил, що виникають при цьому викликається затримка у фазі коливань на вході в трубу і їх прискорення у вихідному перерізі. В результаті чого під дією результуючої сили дві частини трубки зміщуються одна відносно одної згідно з циклом вібрацій.
При відсутності в трубці потоку її вібрації на вході і виході збігаються, тобто між ними немає ніякого зсуву фаз. При появі потоку — трубка вигинається пропорційно величині масової витрати, тому між вібраціями її вхідної і вихідної гілок з'являється фазовий зсув, величина якого буде визначатися масовою витратою потоку у трубці.